# Анри ле Дран
Анри ле Дран (1685-1770) је био француски хирург.

## Биографија
Описао је промене које на костима проузрокује ватрено оружје захтевајући да се стрелне ране (са оштећеним ткивима), расецањем стрелног канала и вађењем страних тела, претворе у отворену, крварећу рану у коју се, затим, ставља сув завој. Ограничавао је број индикација за ампутацију, а при рањавању главе с повредом костију, препоручивао је трепанацију. Поред више дела из хирургије, написао је и студију о стрелним ранама која је у Паризу објављена 1737. године. 